# Interfleet Technology AB
SNC-Lavalin Rail & Transit AB (fd Interfleet Technology AB) är ett svenskt järnvägstekniskt konsultföretag med ursprung i teknikenheten (före detta SJ Maskindivision/SJ Teknik) i Statens Järnvägar (SJ).  Huvudkontoret ligger i Alvik.

## Historia
Den 1 januari 2001 bildades bolaget Train Tech Engineering AB när dåvarande affärsverk Statens Järnvägar bolagiserades. Två och ett halvt år senare, 1 oktober 2003, förvärvades bolaget av brittiska Interfleet Technology Limited, varvid Train Tech Engineering bytte namn till Interfleet Technology AB och blev ett svenskt dotterbolag i Interfleet Group.
Interfleet Group såldes 2011 till den kanadensiska industrikoncernen SNC-Lavalin, med (april 2015) cirka 40 000 antällda i ett 50-tal länder. I januari 2016 integrerades Interfleet helt i moderbolaget och verkar nu under namnet SNC-Lavalin Rail & Transit AB.

## Verksamhet
SNC-Lavalin Rail & Transit AB tillhandahåller järnvägstekniska tjänster inom områden som fordon, infrastruktur, signalsystem, transport, dokumentation etc. Företaget arbetar med alla faser av ett järnvägsfordons livscykel: Från förstudie, kravspecifikation och anskaffning till drift, underhåll och ombyggnad. 
De tjänster som SNC-Lavalin Rail & Transit AB. erbjuder sträcker sig från rent tekniska tjänster till större strategiska lösningar och NoBo-/DeBo-granskningar - som "Anmält organ" - för myndighetsgodkännande av bland annat nya och ombyggda fordon.
Den svenska grenen av företaget har även utvecklat en världsunik teknik för instrumenterade mäthjul.
SNC-Lavalin Rail & Transit medverkar i samarbetsprojektet Gröna tåget som syftar till att ta fram kunskap om framtida höghastighetståg anpassade för nordiska förhållanden. I projektet bidrar företaget med mätutrustning, testingenjörer och mäthjul för testkörningar med Gröna tåget.